# Marek Biały
Marek Aleksander Biały (ur. 1 kwietnia 1949 w Środzie Wielkopolskiej) – polski inżynier, działacz opozycji demokratycznej w okresie PRL, były wicewojewoda siedlecki.

## Życiorys
W 1973 ukończył studia w Akademii Górniczo-Hutniczej w Krakowie. Do 1976 pracował w Instytucie Odlewnictwa w tym mieście, a przez kolejne dziesięć lat (do 1986) w Odlewni Staliwa Stalchemak w Siedlcach.
We wrześniu 1980 wszedł w skład Komitetu Założycielskiego Niezależnych Związków Zawodowych, następnie „Solidarności”. W 1981 zasiadał w regionalnych władzach związku, był delegatem na I KZD w Gdańsku. Po wprowadzeniu stanu wojennego zajmował się organizowaniem pomocy dla represjonowanych i kolportowaniem niezależnych wydawnictw. W 1983 został członkiem niejawnej Oddziałowej Komisji Wykonawczej NSZZ „Solidarność” w Siedlcach, w kolejnym roku współtworzył Radio „Solidarność” w tym mieście. W kwietniu 1986 dokonano jego aresztowania, następnie skazano go na karę 10 miesięcy pozbawienia wolności. Został zwolniony we wrześniu tego roku w związku z amnestii, tracąc przedtem zatrudnienie.
W 1989 pracował w biurze posłów i senatorów Obywatelskiego Klubu Parlamentarnego w Siedlcach. Od 1990 do 1997 zajmował stanowisko dyrektora wydziału w siedleckim urzędzie wojewódzkim. Należał do Unii Wolności. W latach 1997–1998 z jej ramienia był wicewojewodą siedleckim (ostatnim przed reformą samorządową). Z listy UW kandydował do Sejmu w wyborach parlamentarnych w 2001.
Od 1999 zawodowo związany z Polskimi Kolejami Państwowymi.
W 2011 prezydent Bronisław Komorowski odznaczył go Krzyżem Komandorskim Orderu Odrodzenia Polski.